# Banks (співачка)
Джиліан Роуз Бенкс (англ. Jillian Rose Banks; нар. 16 липня 1988), більше відома як Бенкс (стилізовано BANKS),  — американська співачка, авторка пісень, акторка з Лос-Анджелесу. Її дебютний альбом Goddess був тепло сприйнятий критиками та посів відносно добрі позиції для виконавця-початківця. Беручи участь у турі разом з The Weeknd, Бенкс стала номінована на премію «Sound of 2014» BBC та MTV «Brand New Nominee» у 2014 році. 3-го травня 2014 року Джиліан була повторно номінована в категорії «Artist to Watch» від видання «FoxWeekly».

## Початок творчості
Джиліан народилася в м. Оріндж, Каліфорнія. Переживаючи тяжкі моменти життя, вона відшукала спосіб дати волю емоціям саме в музиці. Перші вірші були записані в 15 років у щоденнику, про існування якого крім самої Джил ніхто не знав. Одного разу близький друг подарував Джилліан синтезатор, що підштовхнуло її розпочати музичну діяльність. Бенкс закінчила факультет психології в Університеті Південної Каліфорнії.

## З 2013 до сьогодні
Щоб поділитися своїми першими записами, Джиліан скористалася сервісом SoundCloud. Її знайома Лілі Колінз почала процес просування Бенкс в музичній індустрії, а пізніше співачка уклала угоду з лейблом «Good Years Recordings». Її перший офіційний сингл «Before I Ever Met You» був оприлюднений у лютому 2013-го року. Пісня увійшла в ротацію на радіо BBC Radio 1 з діджеєм Zane Lowe. Пізніше Бенкс випустила перший мініальбом Fall Over на лейблах IAMSOUND Records та Good Years Recordings. Billboard назвав співачку «неземною та привабливою виконавицею». В цьому ж самому році Бенкс випускає другий мініальбом London на лейблах «Harvest Records» та «Good Years Recordings» і отримує велику кількість позитивних відгуків від музичних критиків, посівши 78-е місце у списку Metacritic. Її пісня «Waiting Game» з мініальбому London була використана у заході Victoria's Secret.
Наприкінці 2013 року вона стає номінантом ВВС та MTV. Shazam вніс її до переліку «2014 Acts to Watch», також Джиліан була внесена до списку iTunes list of «New Artists for 2014». Бенкс стала артистом тижня за версією «Vogue», який у своїй статті описав її музику як «ту, що прекрасно передає відчуття втраченості та безсилля у світі». Джиліан внесли до дожини списків «варто звернути увагу в 2014», в тому числі й Spin, назвавший «London» «альбомом, який ви маєте почути в 2014», і крім того згадали в одному зі Spotify «Артисти від Spotify Spotlight в 2014». Додаткові нагороди Джил отримала від The Boston Globe, Fuse, і The Huffington Post.